# パウル・ヴィルト

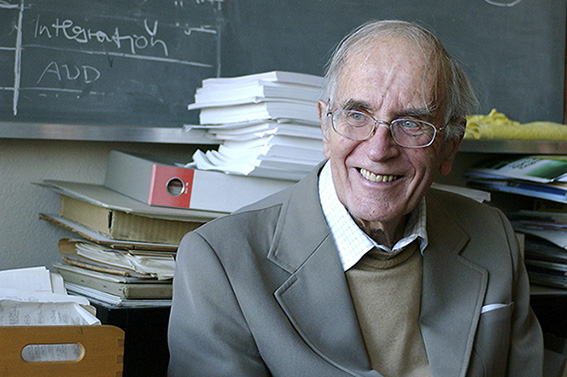
パウル・ヴィルト（2006年、ベルン大学）

パウル・ヴィルト（Paul Wild、1921年10月5日 - 2014年7月2日）はチューリッヒ州ホルゲン郡ヴェデンスヴィル出身のスイスの天文学者で、多くの彗星、小惑星、超新星を発見した。
チューリッヒ工科大学で数学と物理学を学んだ後、カリフォルニア工科大学でフリッツ・ツビッキーの元で銀河と超新星の探索を行った。帰国後の1957年にツィンマーヴァルト天文台で彗星を発見したのを皮切りに、新天体を次々と発見していった。
2014年にベルンで死去。

## 業績
ヴィルトは1980年から1991年までベルン大学の天文学研究所の所長を務め、ベルン近郊のツィンマーヴァルト天文台で天体の観測を行った。

### 発見
ヴィルトは以下のものを含む多くの彗星や小惑星、超新星を発見した。
- 周期彗星63P/Wild、81P/Wild（ヴィルト第2彗星）、86P/Wild、116P/Wild
- アポロ群小惑星シシュフォス、アモール群小惑星ベルトロヴァータ、ドン・キホーテなど94個の小惑星
- SN 1954A、SN 1994Mなど41個の超新星（うち、8個は共同発見）

特に有名なのはヴィルト第2彗星である。ケンタウルス族から現在の軌道に変わって間もなく、新鮮な彗星であることが判明したため、スターダスト計画の対象とされた。探査機により彗星核の詳細な画像と共にダストのサンプルを持ち帰ることに成功し、水やグリシンの存在が確認された。探査機にはヴィルト直筆の手紙も収められており、無事に帰還している。